# Beursnotering
Een bedrijf heeft een beursnotering wanneer aandelen in dat bedrijf verhandeld worden op een aandelenbeurs.
Door de emissie van aandelen op de beurs kan een bedrijf zijn vreemdvermogenskapitaal vergroten, aandelen verkopen van een bestaande grootaandeelhouder en overgaan van een privébedrijf in een beursgenoteerd bedrijf.
Met de beursnotering krijgt een bedrijf verplichtingen op het gebied van rapportage (bijvoorbeeld: jaarrekening volgens het volledig schema, niet volgens het verkort schema) en gedrag.